# 伊東祐家
伊東 祐家（いとう すけいえ、生没年不詳）は、平安時代の武士であり、工藤祐隆の子。工藤太郎。伊東祐親の父親。

## 経歴
嫡子である祐家が早世したため、父親である工藤祐隆は後妻の連れ子である工藤祐継（伊東祐継）に家督を継がせた。『本朝武家諸姓分脉図』には祐家の記載はないが、『諸氏本系帳』や『仁杉氏系図』に名が残る（仁杉氏系図では父親が工藤祐隆ではない）。

## 系譜
- 父：工藤祐隆
  - 弟：伊東家光
  - 弟：工藤茂光
  - 弟：工藤祐継
- 子：伊東祐親